# Meridiano 50 W
O meridiano 50 W é um meridiano que, partindo do Polo Norte, atravessa o Oceano Ártico, Gronelândia, Oceano Atlântico, América do Sul, Oceano Antártico, Antártida e chega ao Polo Sul. Forma um círculo máximo com o Meridiano 130 E.
Começando no Polo Norte, o meridiano 50 Oeste tem os seguintes cruzamentos:
| País, território ou mar | Notas |
| ----------------------- | --- |
| Oceano Ártico           | |
| Mar de Lincoln          | |
| Gronelândia             | Ilha Beaumont |
| Mar de Lincoln          | |
| Gronelândia             | |
| Fiorde Sherard Osborn   | |
| Gronelândia             | |
| Oceano Atlântico        | |
| Brasil                  | Amapá - Parte continental e Ilha de Bailique |
| Oceano Atlântico        | |
| Brasil                  | Pará - Ilha Caviana, Ilha de Marajó e parte continental Tocantins Goiás Minas Gerais São Paulo Paraná Santa Catarina Rio Grande do Sul Santa Catarina - cerca de 11 km |
| Oceano Atlântico        | |
| Oceano Antártico        | |
| Antártida               | Território reclamado pela Argentina (Antártida Argentina) e Reino Unido (Território Antártico Britânico)                                                               |